# En l'an 2001
Pour l'album, voir En l'an 2001 (album).
En l'an 2001 est une chanson interprétée par Pierre Bachelet (auteur Jean-Pierre Lang, compositeur Pierre Bachelet) avec Les Petits Écoliers chantants de Bondy. Elle figure sur l'album En l'an 2001 (1985), à partir de la mélodie composée l'année précédente pour le film Gwendoline de Just Jaeckin.

## Classement
| Classement (1986) | Position |
| ----------------- | -------- |
| France (SNEP)     | 3        |